# William Mathews
William Mathews (Hagley, Worcestershire, 1828 – ibíd. 1901) fue un naturalista, montañero, agente inmobiliario y topógrafo inglés, quien primero propuso la formación del Alpine Club de Londres en 1857.

## Fundación del Alpine Club
Mathews se había carteado con F. J. A. Hort sobre la idea de fundar un club de montaña nacional en febrero de 1857 and y cogió la idea con E. S. Kennedy en un ascenso del Finsteraarhorn el 13 de agosto de 1857 (el quinto ascenso de la montaña y el primer ascenso británico). Reuniones con tal finalidad en la casa de Mathews cerca de Birmingham continuaron en el mes de noviembre, y la reunión en la que se fundó el Alpine Club se celebró el 22 de diciembre de 1857 en el Ashley's Hotel de Londres, presidida por Kennedy.
Mathews fue el quinto Presidente del Alpine Club, sirviendo de 1868–1871.

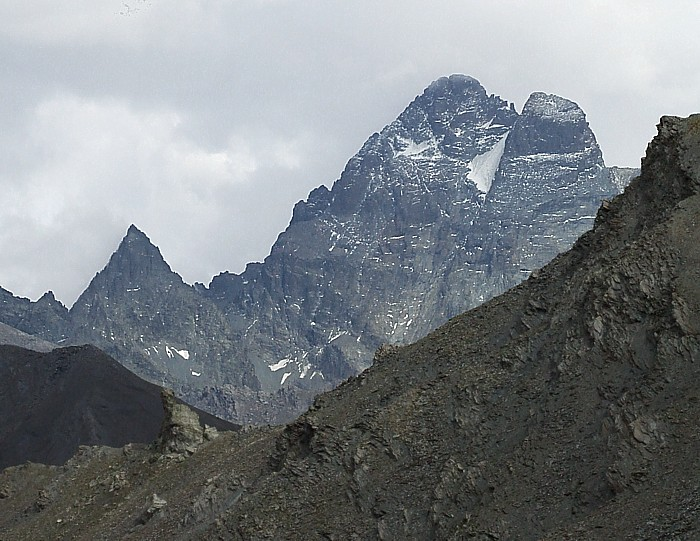
Monte Viso, ascendido por vez primera por Mathews, Jacomb y Croz en 1861

## Primeras ascensiones
- Grande Casse con los guías Michel Croz y E. Favre el 8 de agosto de 1860
- Cástor con F. W. Jacomb y Michel Croz el 23 de agosto de 1861
- Monte Viso con F. W. Jacomb y Michel Croz el 30 de agosto de 1861
- Grandes Rousses con Thomas George Bonney, y Michel Croz con su hermano Jean-Baptiste Croz en 1863

## Publicaciones
- Mechanical properties of ice, and their relation to glacier motion, por William Mathews, Presidente del Alpine Club, en Nature, 24 de marzo de 1870[3]

- The Flora of Algeria: considered in relation to the physical history of the Mediterranean region and supposed submergence of the Sahara. Londres: Edward Stanford, 1880. Reimpreso editor BiblioBazaar, 62 pp. ISBN 1-173-71671-8, 2011

- The flora of the Clent & Lickey Hills and neighbouring parts of the county of Worcester. 54 pp. 1881

- Lecture on the Glaciers of Switzerland. Editor Hepworth & Co. 1902

- La abreviatura «Mathews» se emplea para indicar a William Mathews como autoridad en la descripción y clasificación científica de los vegetales.[4]